# El minuto que cambió mi destino
El minuto que cambió mi destino es un programa de televisión mexicano conducido por Gustavo Adolfo Infante y transmitido por Imagen Televisión. En este programa, Adolfo Infante entrevista a las grandes personalidades del mundo del espectáculo sin máscaras, es decir, que los famosos compartirán parte de su vida privada ya sean intimas, explícitas o controversiales llevándolos a confesar el minuto que cambió sus destinos para siempre. El concepto del programa está basado en el de En Compañía De de la cadena extinta de Grupo Imagen, Cadenatres, anteriormente conducido por Adolfo Infante.
Se estrenó el 29 de octubre de 2016 y tuvo como padrino al actor y comediante, Héctor Suárez, como primer invitado. Actualmente se transmite todos los sábados a las 9 de la noche. En su primera temporada también tuvo como primeros invitados a Niurka Marcos, Mauricio Islas, Lucía Méndez, Silvia Pinal, Lyn May, entre otros. El 7 de enero de 2017, se emitió la segunda temporada y tuvo a grandes invitados de talla nacional e internacional como Angélica María, El Hijo del Santo, María Rojo, Florinda Meza, Edgar Vivar, Julión Álvarez, Paquita la del Barrio, Kate del Castillo, Julio César Chávez, Cristian Castro, Manuel "El Loco" Valdés, Jorge Ortiz de Pinedo, Ana de la Reguera, Marco Antonio Regil, Roberto Palazuelos, Mauricio Ochmann, Dulce María, Edith Márquez, Enrique Guzmán, Belinda, entre otros. El 6 de enero de 2018, comenzó la tercera temporada teniendo a invitados como Humberto Zurita, Sebastián Ligarde, Adriana Lavat, Carmen Campuzano, Cepillín, Adal Ramones, Patricia Reyes Spíndola, Omar Chaparro, Alejandro Tommasi, Diego Verdaguer, Merle Uribe, Carlos Bonavides, Sylvia Pasquel, Irma Dorantes, Julissa, Eduardo Santamarina, Jorge "El Coque" Muñiz, entre otros. Las entrevistas con Emmanuel y Gloria Trevi se dividieron en dos partes. Además el 29 de septiembre de 2018, se emitió un especial del El minuto que cambió mi destino sobre el Festival OTI de la Canción, teniendo como invitados a los ex-concursantes: Crystal, Yoshio, Arianna, Jesús Monarrez y Gualberto Castro. El 29 de septiembre de 2018, el programa llegó a 100 emisiones y se emitió un especial de dos horas, recopilando las mejores entrevistas de los 100 invitados que participaron en El minuto que cambió mi destino.

## Episodios
| Temporada | Temporada | Episodios | Emisión original      | Emisión original        |
| Temporada | Temporada | Episodios | Inicio                | Final                   |
| --------- | --------- | --------- | --------------------- | ----------------------- |
|           | 1         | 9         | 29 de octubre de 2016 | 17 de diciembre de 2016 |
|           | 2         | 50        | 7 de enero de 2017    | 16 de diciembre de 2017 |
|           | 3         | 51        | 6 de enero de 2018    | 29 de diciembre de 2018 |
|           | 4         | 8         | 5 de enero de 2019    | 28 de diciembre de 2019 |

### Temporada 1 (2016)
| N.º en serie | N.º en temp. | Tema  | Invitado(s)                                | Fecha de emisión original |
| ------------ | ------------ | ----- | ------------------------------------------ | ------------------------- |
| 1            | 1            | «N/A» | Héctor Suárez (+)                          | 29 de octubre de 2016     |
| 2            | 2            | «N/A» | Niurka Marcos                              | 5 de noviembre de 2016    |
| 3            | 3            | «N/A» | Mauricio Islas                             | 5 de noviembre de 2016    |
| 4            | 4            | «N/A» | José Manuel Figueroa                       | 12 de noviembre de 2016   |
| 5            | 5            | «N/A» | Lucía Méndez                               | 19 de noviembre de 2016   |
| 6            | 6            | «N/A» | Silvia Pinal (+)                           | 26 de noviembre de 2016   |
| 7            | 7            | «N/A» | Freddy y Germán Ortega (Los Mascabrothers) | 3 de diciembre de 2016    |
| 8            | 8            | «N/A» | Lyn May                                    | 10 de diciembre de 2016   |
| 9            | 9            | «N/A» | Laureano Brizuela                          | 17 de diciembre de 2016   |

### Temporada 2 (2017)
| No. de serie | No. de temp. | Tema                                                                          | Invitado(s)                 | Fecha de emisión         |
| ------------ | ------------ | ----------------------------------------------------------------------------- | --------------------------- | ------------------------ |
| 10           | 1            | «N/A»                                                                         | Lis Vega                    | 7 de enero de 2017       |
| 11           | 2            | «Casi veo morir a mi hermano por causa de las drogas»                         | Ernesto D'Alessio           | 14 de enero de 2017      |
| 12           | 3            | «N/A»                                                                         | Angélica María              | 21 de enero de 2017      |
| 13           | 4            | «N/A»                                                                         | Alejandro Suárez            | 28 de enero de 2017      |
| 14           | 5            | «Cuando uno se enamora el tiempo ya no importa»                               | Angélica Aragón             | 4 de febrero de 2017     |
| 15           | 6            | «Si no te puedes enamorar no sabes lo que es la vida»                         | Alfonso Arau                | 11 de febrero de 2017    |
| 16           | 7            | «Dios supo cómo negociar este pacto conmigo»                                  | Laura Flores                | 18 de febrero de 2017    |
| 17           | 8            | «Es más difícil la lucha en la vida que en el ring»                           | El Hijo del Santo           | 25 de febrero de 2017    |
| 18           | 9            | «N/A»                                                                         | María Rojo                  | 4 de marzo de 2017       |
| 19           | 10           | «Cuando me di cuenta estaba en la cama desnuda»                               | Wanda Seux (+)              | 11 de marzo de 2017      |
| 20           | 11           | «Me quedé sin nada ni para el pan»                                            | Rocío Banquells             | 18 de marzo de 2017      |
| 21           | 12           | «Me enfermé de ego»                                                           | Ernesto Laguardia           | 25 de marzo de 2017      |
| 22           | 13           | «Me quedé sin nada ni para el pan»                                            | Pablo Montero               | 1 de abril de 2017       |
| 23           | 14           | «Me enfermé de ego»                                                           | Erik Hayser                 | 8 de abril de 2017       |
| 24           | 15           | «Mi papá me dijo que no anduviera diciendo que era mi papá»                   | Silvia Pinal (+)            | 15 de abril de 2017      |
| 25           | 16           | «¿Por esa porquería me cambiaste?»                                            | Paquita la del Barrio (+)   | 22 de abril de 2017      |
| 26           | 17           | «Los golpes son lo de menos cuando vives para contarlo»                       | Kate del Castillo           | 29 de abril de 2017      |
| 27           | 18           | «Duré 15 años con mi adicción»                                                | Julio César Chávez          | 6 de mayo de 2017        |
| 28           | 19           | «Tomar la vida por el lado amable»                                            | Florinda Meza               | 13 de mayo de 2017       |
| 29           | 20           | «Hacía algo o me moría»                                                       | Édgar Vivar                 | 20 de mayo de 2017       |
| 30           | 21           | «Con 1,200 pesos y un celular, así llegue a Mazatlán»                         | Julión Álvarez              | 27 de mayo de 2017       |
| 31           | 22           | «Para tener talento primero que nada hay que tener sacrificio»                | Cristian Castro             | 3 de junio de 2017       |
| 32           | 23           | «Cuando sales y empiezas a conocer ves novias por todas partes»               | Manuel "El Loco" Valdés (+) | 10 de junio de 2017      |
| 33           | 24           | «El cigarro casi me mata»                                                     | Jorge Ortiz de Pinedo       | 17 de junio de 2017      |
| 34           | 25           | «No necesito casarme»                                                         | Marco Antonio Regil         | 24 de junio de 2017      |
| 35           | 26           | «Me empieza a desangrar ya me estaba yo yendo»                                | Angélica Vale               | 1 de julio de 2017       |
| 36           | 27           | «Mi contador me robó mucho»                                                   | Ana de la Reguera           | 8 de julio de 2017       |
| 37           | 28           | «En cualquier momento no la iba yo a contar»                                  | Roberto Palazuelos          | 15 de julio de 2017      |
| 38           | 29           | «Me enamoro de un ser maravilloso y esa persona es un hombre»                 | Mauricio Martínez           | 22 de julio de 2017      |
| 39           | 30           | «Soy un caso de intersexualidad»                                              | Felicia Garza               | 29 de julio de 2017      |
| 40           | 31           | «¿Le han tocado a narcotraficantes?... A lo mejor sí»                         | Banda MS                    | 5 de agosto de 2017      |
| 41           | 32           | «A los 8 años es cuando me acuerdo la primera vez que sucedió»                | Chiquis Rivera              | 12 de agosto de 2017     |
| 42           | 33           | «N/A»                                                                         | Álex Lora                   | 19 de agosto de 2017     |
| 43           | 34           | «Estaba en un camino de muerte»                                               | Mauricio Ochmann            | 26 de agosto de 2017     |
| 44           | 35           | «A mí me declaran muerta»                                                     | Vanessa Bauche              | 2 de septiembre de 2017  |
| 45           | 36           | «Como mis hermanos, si no los vuelvo a ver de aquí que me muera, me da igual» | Talina Fernández (+)        | 9 de septiembre de 2017  |
| 46           | 37           | «Lo bonito es elegir un proyecto donde vas a dar mensajes positivos»          | Dulce María                 | 16 de septiembre de 2017 |
| 47           | 38           | «Una violación te deja cicatrices en el alma»                                 | Olga Breeskin               | 23 de septiembre de 2017 |
| 48           | 39           | «No he dejado mi dignidad en la cama de nadie»                                | Dulce (+)                   | 30 de septiembre de 2017 |
| 49           | 40           | «Sí nos envenenaron, sí tuvimos secuelas»                                     | Gabriela Spanic             | 7 de octubre de 2017     |
| 50           | 41           | «Gracias a lo que se sufre uno es quien es»                                   | El Costeño                  | 14 de octubre de 2017    |
| 51           | 42           | «De los cuernos de la luna en un minuto te vas al infierno»                   | Mario Bezares               | 21 de octubre de 2017    |
| 52           | 43           | «Bailo tango, masco chicles, pego duro, tengo viejas de a montón»             | Luis de Alba                | 28 de octubre de 2017    |
| 53           | 44           | «Mi voz se transformó en una cosa espantosa»                                  | Tania Libertad              | 4 de noviembre de 2017   |
| 54           | 45           | «Combinar las giras de Timbiriche y Papá soltero me llevó al hospital»        | Edith Márquez               | 11 de noviembre de 2017  |
| 55           | 46           | «Una mentada es tan buena como un balazo»                                     | Enrique Guzmán              | 18 de noviembre de 2017  |
| 56           | 47           | «A mí la vida me ha madreado»                                                 | Pepe Magaña                 | 25 de noviembre de 2017  |
| 57           | 48           | «Yo ya no podía cantar»                                                       | Jorge Medina                | 2 de diciembre de 2017   |
| 58           | 49           | «Me voy a enamorar de alguien que valga la pena»                              | Belinda                     | 9 de diciembre de 2017   |
| 59           | 50           | «No voy a ser mamá»                                                           | Mónica Noguera              | 16 de diciembre de 2017  |

### Temporada 3 (2018)
| No. de serie | No. de temp. | Tema                                                                   | Invitado(s)                | Fecha de emisión         |
| ------------ | ------------ | ---------------------------------------------------------------------- | -------------------------- | ------------------------ |
| 60           | 1            | «La televisión cambió mi vida»                                         | Humberto Zurita            | 6 de enero de 2018       |
| 61           | 2            | «Yo ya no quería vivír»                                                | Sebastián Ligarde          | 13 de enero de 2018      |
| 62           | 3            | «Lo mío era estar en la maldad»                                        | Juan José Mendoza "El JJ"  | 20 de enero de 2018      |
| 63           | 4            | «El amor se acaba y se desgasta»                                       | Adriana Lavat              | 27 de enero de 2018      |
| 64           | 5            | «Ni dos centavos daba yo por mí»                                       | Carmen Campuzano           | 3 de febrero de 2018     |
| 65           | 6            | «Me estaba volviendo un alcohólico»                                    | Carlos Cuevas              | 10 de febrero de 2018    |
| 66           | 7            | «A mí los chismes me hundieron»                                        | Héctor Soberón             | 17 de febrero de 2018    |
| 67           | 8            | «Iba a jalar el gatillo»                                               | Lucila Mariscal            | 24 de febrero de 2018    |
| 68           | 9            | «Después de 3 infartos el miedo no anda en burros»                     | Cepillín (+)               | 3 de marzo de 2018       |
| 69           | 10           | «Yo pensé que me iban a matar»                                         | Laura Zapata               | 10 de marzo de 2018      |
| 70           | 11           | «Me dijeron: Te vamos a rociar de plomo»                               | Adal Ramones               | 17 de marzo de 2018      |
| 71           | 12           | «El doctor me dice: señora, tiene cáncer»                              | Patricia Reyes Spíndola    | 24 de marzo de 2018      |
| 72           | 13           | «Me han lastimado con cosas que han dicho»                             | Susana Dosamantes (+)      | 31 de marzo de 2018      |
| 73           | 14           | «No me he quedado con las ganas de nada»                               | Omar Chaparro              | 7 de abril de 2018       |
| 74           | 15           | «Yo no busco venganza»                                                 | Gloria Trevi (Parte 1)     | 14 de abril de 2018      |
| 75           | 16           | «Me he sentido humillada»                                              | Alicia Villarreal          | 21 de abril de 2018      |
| 76           | 17           | «Caigo frecuentemente en las redes de las mujeres»                     | El Chapo de Sinaloa        | 28 de abril de 2018      |
| 77           | 18           | «Aguantar en esta carrera tiene su chiste»                             | Edwin Luna                 | 5 de mayo de 2018        |
| 78           | 19           | «Me rompió las rodillas un toro»                                       | Emmanuel (Parte 1)         | 12 de mayo de 2018       |
| 79           | 20           | «Si te cansas, se hunde tu carrera»                                    | Emmanuel (Parte 2)         | 19 de mayo de 2018       |
| 80           | 21           | «Soy el artista más joven en el escenario viña»                        | Pablo Ruiz                 | 26 de mayo de 2018       |
| 81           | 22           | «Hay mujeres que atacan como hombres y se defienden como mujeres»      | Alfredo Adame              | 2 de junio de 2018       |
| 82           | 23           | «Me golpeó hasta que se cansó, estuvo a punto de matarme»              | Alejandro Tommasi          | 9 de junio de 2018       |
| 83           | 24           | «Estando casado con Amanda Miguel tuve romances pasajeros»             | Diego Verdaguer (+)        | 16 de junio de 2018      |
| 84           | 25           | «No tenía ni para comprarle comida a mi hijo»                          | Liliana Arriaga            | 23 de junio de 2018      |
| 85           | 26           | «Yo perdí mucho tiempo con la cocaína»                                 | Marisela                   | 30 de junio de 2018      |
| 86           | 27           | «Mi hija nació y a los quince días murió»                              | Lupita Sandoval            | 7 de julio de 2018       |
| 87           | 28           | «Sergio Andrade me tuvo amarrada»                                      | Crystal                    | 14 de julio de 2018      |
| 88           | 29           | «Con lo que ganaba cantando en un día me podía comprar tres carros»    | Francisco Xavier           | 21 de julio de 2018      |
| 89           | 30           | «Soy leal, fiel no creo»                                               | Joss Favela                | 28 de julio de 2018      |
| 90           | 31           | «Sufrí acoso sexual»                                                   | Fernando Allende           | 4 de agosto de 2018      |
| 91           | 32           | «Estaba desesperada por ser mamá»                                      | Ivonne Montero             | 11 de agosto de 2018     |
| 92           | 33           | «Toqué fondo pero siempre hay una luz»                                 | Jorge Falcón               | 25 de agosto de 2018     |
| 93           | 34           | «Maradona era un gran amante»                                          | Merle Uribe                | 1 de septiembre de 2018  |
| 94           | 35           | «Vivi como indigente»                                                  | Carlos Bonavides           | 8 de septiembre de 2018  |
| 95           | 36           | «No hay una palabra que describa a una mujer que ha perdido a su hijo» | Sylvia Pasquel             | 15 de septiembre de 2018 |
| 96           | 37           | «Les daba miedo estar con una mujer como yo»                           | Paola Durante              | 22 de septiembre de 2018 |
| 97           | 38           | «¿Había corrupción en la OTI?»                                         | Festival OTI de la Canción | 29 de septiembre de 2018 |
| 98           | 39           | «Del amor de un sueño, al peligro de la realidad»                      | Mayra Rojas                | 6 de octubre de 2018     |
| 99           | 40           | «Una máquina de sexo y también una señora»                             | Gloria Trevi (Parte 2)     | 13 de octubre de 2018    |
| 100          | 4            | «100 invitados, 100 historias, 1 minuto que les cambió la vida»        | Especial 100 invitados     | 20 de octubre de 2018    |
| 101          | 42           | «Siempre he sido muy enamoradizo»                                      | Arturo Peniche             | 27 de octubre de 2018    |
| 102          | 43           | «Me quieren robar a Lola la trailera»                                  | Rosa Gloria Chagoyán       | 3 de noviembre de 2018   |
| 103          | 44           | «El matrimonio es un contrato de amor que no se rompe con un divorcio» | Rebecca Jones (+)          | 10 de noviembre de 2018  |
| 104          | 45           | «Extraño a Pedro Infante ya me quiero ir con él»                       | Irma Dorantes              | 17 de noviembre de 2018  |
| 105          | 46           | «Me dan risa las que se dan aires de diva»                             | Julissa                    | 24 de noviembre de 2018  |
| 106          | 47           | «Prefiero divorciarme a ser infiel»                                    | Ariel López Padilla        | 1 de diciembre de 2018   |
| 107          | 48           | «Dañé a muchas de mis ex-parejas con mi alcoholismo y mi infedilidad»  | Eduardo Santamarina        | 8 de diciembre de 2018   |
| 108          | 49           | «Gobernación me multó y fui la burla por años»                         | Jorge Muñiz                | 15 de diciembre de 2018  |
| 109          | 50           | «Uno se separa y deja de amar a la gente»                              | Mauricio Herrera           | 22 de diciembre de 2018  |
| 110          | 51           | «Lo mejor del 2018»                                                    | Especial de fin de año     | 29 de diciembre de 2018  |

### Temporada 4 (2019)
| No. de serie | No. de temp. | Tema                                                                     | Invitado(s)                | Fecha de emisión         |
| ------------ | ------------ | ------------------------------------------------------------------------ | -------------------------- | ------------------------ |
| 111          | 1            | «A los 20 años no entiendes de la vida»                                  | Fernando Carrillo          | 5 de enero de 2019       |
| 112          | 2            | «Siempre fui muy acosada»                                                | Betty Monroe               | 12 de enero de 2019      |
| 113          | 3            | «Un minuto especial con Alejandra Guzmán»                                | Alejandra Guzmán           | 19 de enero de 2019      |
| 114          | 4            | «N/A»                                                                    | Eric del Castillo          | 26 de enero de 2019      |
| 115          | 5            | «La muerte de mi hijo me hizo perder la fe»                              | Martin Urieta              | 2 de febrero de 2019     |
| 116          | 6            | «Sobreviví a un infierno»                                                | Karla de la Cuesta         | 9 de febrero de 2019     |
| 117          | 7            | «N/A»                                                                    | Lorenzo Méndez             | 16 de febrero de 2019    |
| 118          | 8            | «Me refugié en el alcohol para soportar el infierno que estaba viviendo» | Mitzy                      | 23 de febrero de 2019    |
| 119          | 9            | «Yo no perdono la infidelidad»                                           | Lisset                     | 2 de marzo de 2019       |
| 120          | 10           | «Dijeron que andaba con Juan Gabriel y eso frenó mi carrera»             | Daniel Riolobos III        | 16 de marzo de 2019      |
| 121          | 11           | «Le pedí a Dios que se llevara a mi padre»                               | Omar Fierro                | 23 de marzo de 2019      |
| 122          | 12           | «Fuerza y senacional»                                                    | Kenny Avilés               | 30 de marzo de 2019      |
| 123          | 13           | «N/A»                                                                    | Alejandro Camacho          | 6 de abril de 2019       |
| 124          | 14           | «En la actualidad de la mano»                                            | Lorena Herrera             | 13 de abril de 2019      |
| 125          | 15           | «N/A»                                                                    | Jackie Nava                | 20 de abril de 2019      |
| 126          | 16           | «N/A»                                                                    | Charly López               | 27 de abril de 2019      |
| 127          | 17           | «N/A»                                                                    | Ignacio López Tarso (+)    | 4 de mayo de 2019        |
| 128          | 18           | «N/A»                                                                    | Especial Día de las Madres | 11 de mayo de 2019       |
| 129          | 19           | «N/A»                                                                    | Olivia Collins             | 18 de mayo de 2019       |
| 130          | 20           | «El peor día de mis vidas»                                               | Carlos Espejel             | 25 de mayo de 2019       |
| 131          | 21           | «La niña buena»                                                          | Mariana Seoane             | 1 de junio de 2019       |
| 132          | 22           | «N/A»                                                                    | Mauricio Barcelata         | 8 de junio de 2019       |
| 133          | 23           | «N/A»                                                                    | Aleida Núñez               | 15 de junio de 2019      |
| 134          | 24           | «N/A»                                                                    | Rosita Pelayo (+)          | 22 de junio de 2019      |
| 135          | 25           | «N/A»                                                                    | Christian Nodal            | 29 de junio de 2019      |
| 136          | 26           | «N/A»                                                                    | Susana Zabaleta            | 6 de julio de 2019       |
| 137          | 27           | «N/A»                                                                    | Pancho Barraza             | 13 de julio de 2019      |
| 138          | 28           | «N/A»                                                                    | Alberto del Río            | 20 de julio de 2019      |
| 139          | 29           | «N/A»                                                                    | Régulo Caro                | 27 de julio de 2019      |
| 140          | 30           | «N/A»                                                                    | Lolita Cortés              | 3 de agosto de 2019      |
| 141          | 31           | «N/A»                                                                    | Armando Manzanero (+)      | 10 de agosto de 2019     |
| 142          | 32           | «N/A»                                                                    | Yahir                      | 17 de agosto de 2019     |
| 143          | 33           | «N/A»                                                                    | Lalo "el Mimo"             | 24 de agosto de 2019     |
| 144          | 34           | «N/A»                                                                    | Río Roma                   | 31 de agosto de 2019     |
| 145          | 35           | «N/A»                                                                    | Alfonso Zayas (+)          | 7 de septiembre de 2019  |
| 146          | 36           | «N/A»                                                                    | Tinieblas (luchador)       | 14 de septiembre de 2019 |
| 147          | 37           | «N/A»                                                                    | Héctor Bonilla (+)         | 21 de septiembre de 2019 |
| 148          | 38           | «N/A»                                                                    | Luis Felipe Tovar          | 28 de septiembre de 2019 |
| 149          | 39           | «N/A»                                                                    | Fred Roldán (+)            | 5 de octubre de 2019     |
| 150          | 40           | «N/A»                                                                    | Eduardo España             | 12 de octubre de 2019    |
| 151          | 41           | «N/A»                                                                    | Raquel Pankowsky (+)       | 19 de octubre de 2019    |
| 152          | 42           | «N/A»                                                                    | José Joel                  | 26 de octubre de 2019    |
| 153          | 43           | «N/A»                                                                    | Edy Smol                   | 2 de noviembre de 2019   |
| 154          | 44           | «N/A»                                                                    | Alfredo Adame              | 9 de noviembre de 2019   |
| 155          | 45           | «Sé como duele»                                                          | Karina                     | 16 de noviembre de 2019  |
| 156          | 46           | «Que pase el desgraciado»                                                | Laura Bozzo                | 23 de noviembre de 2019  |
| -            | -            | «N/A»                                                                    | Julio César Chávez         | 30 de noviembre de 2019  |
| 157          | 47           | «N/A»                                                                    | Julio Camejo               | 7 de diciembre de 2019   |
| 158          | 48           | «N/A»                                                                    | Latin Lover                | 14 de diciembre de 2019  |
| 159          | 49           | «N/A»                                                                    | Luz Elena González         | 21 de diciembre de 2019  |
| 160          | 50           | «N/A»                                                                    | Jaime Garza (+)            | 28 de diciembre de 2019  |

### Temporada 5 (2020)
| No. de serie | No. de temp. | No. Tema | No. Invitado(s)                   | No. Fecha de emisión     |
| ------------ | ------------ | -------- | --------------------------------- | ------------------------ |
| 161          | 1            | «N/A»    | Erasmo Catarino                   | 4 de enero de 2020       |
| 162          | 2            | «N/A»    | Itatí Cantoral                    | 11 de enero de 2020      |
| 163          | 3            | «N/A»    | Benito Castro (+)                 | 18 de enero de 2020      |
| 164          | 4            | «N/A»    | Aída Pierce                       | 25 de enero de 2020      |
| 165          | 5            | «N/A»    | Lorena Velázquez (+)              | 1 de febrero de 2020     |
| 166          | 6            | «N/A»    | Lupillo Rivera                    | 8 de febrero de 2020     |
| 167          | 7            | «N/A»    | Mariano Osorio                    | 15 de febrero de 2020    |
| 168          | 8            | «N/A»    | Marysol Sosa                      | 22 de febrero de 2020    |
| 169          | 9            | «N/A»    | Alejandra Ávalos                  | 29 de febrero de 2020    |
| 170          | 10           | «N/A»    | Israel Jaitovich                  | 7 de marzo de 2020       |
| 171          | 11           | «N/A»    | Gerardo Quiroz                    | 14 de marzo de 2020      |
| 172          | 12           | «N/A»    | Ivonne e Ivette                   | 21 de marzo de 2020      |
| 173          | 13           | «N/A»    | Samo                              | 28 de marzo de 2020      |
| 174          | 14           | «N/A»    | Abelardo Ramírez                  | 4 de abril de 2020       |
| 175          | 15           | «N/A»    | Bettina Salazar                   | 11 de abril de 2020      |
| 176          | 16           | «N/A»    | Fred Roldán (+)                   | 18 de abril de 2020      |
| 177          | 17           | «N/A»    | Eduardo España                    | 18 de abril de 2020      |
| 178          | 18           | «N/A»    | Sylvia Pasquel y Silvia Pinal (+) | 25 de abril de 2020      |
| 180          | 20           | «N/A»    | Cecilia Galliano                  | 9 de mayo de 2020        |
| 177          | 17           | «N/A»    | Cynthia Klitbo                    | 23 de mayo de 2020       |
| 178          | 18           | «N/A»    | Ninel Conde                       | 30 de mayo de 2020       |
| 179          | 19           | «N/A»    | Edson Zúñiga                      | 6 de junio de 2020       |
| 180          | 20           | «N/A»    | Américo Garza                     | 13 de junio de 2020      |
| 181          | 21           | «N/A»    | Pierre Angelo                     | 20 de junio de 2020      |
| 182          | 22           | «N/A»    | Sharis Cid                        | 27 de junio de 2020      |
| 183          | 23           | «N/A»    | Maribel Guardia                   | 4 de julio de 2020       |
| 184          | 24           | «N/A»    | Chuponcito                        | 11 de julio de 2020      |
| 185          | 25           | «N/A»    | Yered Lincona                     | 18 de julio de 2020      |
| 186          | 26           | «N/A»    | Salvador Zerboni                  | 25 de julio de 2020      |
| 187          | 27           | «N/A»    | Lorena de la Garza                | 1 de agosto de 2020      |
| 188          | 28           | «N/A»    | Damián Alcázar                    | 8 de agosto de 2020      |
| 189          | 29           | «N/A»    | Rocío Sánchez Azuara              | 15 de agosto de 2020     |
| 190          | 30           | «N/A»    | El Kompayaso                      | 22 de agosto de 2020     |
| 191          | 31           | «N/A»    | Sabine Moussier                   | 29 de agosto de 2020     |
| 192          | 32           | «N/A»    | Humberto Zurita                   | 5 de septiembre de 2020  |
| 193          | 33           | «N/A»    | Gustavo Munguía                   | 12 de septiembre de 2020 |
| 194          | 34           | «N/A»    | Manuel Landeta                    | 19 de septiembre de 2020 |
| 195          | 35           | «N/A»    | Rogelio Ramos                     | 26 de septiembre de 2020 |
| 196          | 36           | «N/A»    | Salvador Pineda                   | 3 de octubre de 2020     |
| 197          | 37           | «N/A»    | Mauricio Islas                    | 10 de octubre de 2020    |
| 198          | 38           | «N/A»    | Poncho de Nigris                  | 17 de octubre de 2020    |
| 199          | 39           | «N/A»    | Diana Golden                      | 24 de octubre de 2020    |
| 200          | 40           | «N/A»    | Especial Día de Muertos           | 31 de octubre de 2020    |
| 201          | 41           | «N/A»    | Rubén Cerda                       | 7 de noviembre de 2020   |
| 202          | 42           | «N/A»    | Roberto Sosa                      | 14 de noviembre de 2020  |
| 203          | 43           | «N/A»    | Felicia Mercado                   | 21 de noviembre de 2020  |

- 204 Jesús Gallegos - 28 de noviembre de 2020
- 205 Tino de Parchís - 5 de diciembre de 2020
- 206 Manuel José - 12 de diciembre de 2020
- 207 María Rebeca - 19 de diciembre de 2020
- 208 Marcos Valdés - 26 de diciembre de 2020

### Temporada 6 (2021)
- 209 Mimí 2 de enero de 2021
- 210 Lupita Jones 9 de enero de 2021
- 211 Lisardo 16 de enero de 2021
- 212 Andrés García (+) 23 de enero de 2021
- 213 Lyn May 30 de enero de 2021
- 214 Gabriel Varela 6 de febrero de 2021
- 215 Cibernético 13 de febrero de 2021
- 216 Alejandra Ley 20 de febrero de 2021
- 217 Tinieblas Jr. 27 de febrero de 2021
- 218 Rocío Sánchez Azuara 6 de marzo de 2021
- 219 Maya Karuna 13 de marzo de 2021
- 220 Rey Grupero 20 de marzo de 2021
- 221 Teo González 27 de marzo de 2021
- 222 Paquita la del Barrio (+) 3 de abril de 2021
- 223 Frida Sofía 10 de abril de 2021
- 224 Elsa Aguirre 17 de abril de 2021
- 225 Julio Preciado 24 de abril de 2021
- 226 María Conchita Alonso 1 de mayo de 2021
- 227 Johnny Lozada 8 de mayo de 2021
- 228 Tatiana 15 de mayo de 2021
- 229 José Luis Rodríguez 22 de mayo de 2021
- 230 Álex Montiel 29 de mayo de 2021
- 231 Dr. Wagner Jr. 5 de junio de 2021
- 232 María Victoria 12 de junio de 2021
- 233 La India Yuridia 19 de junio de 2021
- 234 Raúl Méndez 26 de junio de 2021
- 235 Maribel Fernández 3 de julio de 2021
- 236 Andrea Noli 10 de julio de 2021
- 237 Mariana Garza 17 de julio de 2021
- 238 Rommel Pacheco 14 de agosto de 2021
- 239 Aranza 21 de agosto de 2021
- 240 Myriam Montemayor 28 de agosto de 2021
- 241 Octagón 4 de septiembre de 2021
- 242 Raquel Bigorra 11 de septiembre de 2021
- 243 Federica Quijano 18 de septiembre de 2021
- 244 Juan Soler 25 de septiembre de 2021
- 245 María León 2 de octubre de 2021
- 246 Raúl Sandoval 9 de octubre de 2021
- 247 Poncho Lizárraga 16 de octubre de 2021
- 248 Arturo Vázquez 23 de octubre de 2021
- 249 Regina Orozco 30 de octubre de 2021
- 250 Imanol Landeta 6 de noviembre de 2021
- 251 Emir Pabón 13 de noviembre de 2021
- 252 Margarita la Diosa de la Cumbia 20 de noviembre de 2021
- 253 María Karuna 27 de noviembre de 2021
- 254 Bobby Larios 4 de diciembre de 2021
- 255 Germán Lizárraga 11 de diciembre de 2021
- 256 María del Sol 18 de diciembre de 2021
- 257 Alberto Mayagoitia 25 de diciembre de 2021

### Temporada 7 (2022)
- 258 Carlos Macías 1 de enero de 2022
- 259 Jaime Moreno 8 de enero de 2022
- 260 Mariana Ochoa 15 de enero de 2022
- 261 Bárbara de Regil 22 de enero de 2022
- 262 Tony Balardi 29 de enero de 2022
- 263 Eduin Caz 5 de febrero de 2022
- 264 Manelyk González 12 de febrero de 2022
- 265 Natanael Cano 19 de febrero de 2022
- 266 Ofelia Cano 26 de febrero de 2022
- 267 Oscar Burgos 5 de marzo de 2022
- 268 Víctor García 12 de marzo de 2022
- 269 Humberto Elizondo 19 de marzo de 2022
- 270 Graciela Mauri 26 de marzo de 2022
- 271 Eduardo Yáñez 2 de abril de 2022
- 272 Mary Paz Banquells 9 de abril de 2022
- 273 Fangoria 16 de abril de 2022
- 274 Mario Bautista 23 de abril de 2022
- 275 Violeta Isfel 7 de mayo de 2022
- 276 Lis Vega 14 de mayo de 2022
- 277 Marisol Terrazas 21 de mayo de 2022
- 278 Jesse & Joy 28 de mayo de 2022
- 279 Leonardo Daniel 4 de junio de 2022
- 280 Gabriela Rivero 11 de junio de 2022
- 281 Gaby Crassus 18 de junio de 2022
- 282 Sugey Ábrego 25 de junio de 2022
- 283 André Quijano Tapia 2 de julio de 2022
- 284 Verónica Toussaint (+) 9 de julio de 2022
- 285 José Eduardo Derbez 16 de julio de 2022
- 286 Marta Guzmán 23 de julio de 2022
- 287 Chuy Lizárraga 30 de julio de 2022
- 288 Luis Alfonso Partida 6 de agosto de 2022
- 289 Emilio Osorio 20 de agosto de 2022
- 290 Anna Ciocchetti 27 de agosto de 2022
- 291 Toño Mauri 3 de septiembre de 2022
- 292 Juanpa Zurita 10 de septiembre de 2022
- 293 Luis Ángel "El Flaco" 17 de septiembre de 2022
- 294 Natália Subtil 24 de septiembre de 2022
- 295 Claudio Yarto 1 de octubre de 2022
- 296 Margarita Gralia 8 de octubre de 2022
- 297 Eugenia Cauduro 15 de octubre de 2022
- 298 Sandra Montoya 22 de octubre de 2022
- 299 Carlos Trejo 29 de octubre de 2022
- 300 Libertad Palomo 5 de noviembre de 2022
- 301 Radamés de Jesús 12 de noviembre de 2022
- 302 Gerardo González 19 de noviembre de 2022
- 303 Carlos Reinoso 26 de noviembre de 2022
- 304 Cuauhtémoc Blanco 3 y 10 de diciembre de 2022
- 305 Roberto Palazuelos 17 de diciembre de 2022
- 306 Santa Claus 24 de diciembre de 2022
- 307 Lo mejor del 2022 31 de diciembre de 2022

### Temporada 8 (2023)
- 308 Beatriz Moreno 7 de enero de 2023
- 309 Germán Ortega 14 de enero de 2023
- 310 Pancho Barraza 21 de enero de 2023
- 311 Gloria Aura 28 de enero de 2023
- 312 Juan Carlos Casasola 4 de febrero de 2023
- 313 Flor Amargo 11 de febrero de 2023
- 314 Shocker 18 de febrero de 2023
- 315 Papi Kunno 25 de febrero de 2023
- 316 Alma Cero 4 de marzo de 2023
- 317 Amanda Miguel y Ana Victoria 11 de marzo de 2023
- 318 Jacqueline Andere 18 de marzo de 2023
- 319 Imelda Miller 25 de marzo de 2023
- 320 Isabel Martínez, viuda de Rigo Tovar 1 y 8 de abril de 2023
- 321 Guillermo del Bosque (+) 15 de abril de 2023
- 322 Juan Carlos Nava 22 de abril de 2023
- 323 Horacio Palencia 29 de abril de 2023
- 324 Lorena Tassinari 6 de mayo de 2023
- 325 Josi Cuén 13 de mayo de 2023
- 326 Isabel Madow 20 de mayo de 2023
- 327 La Sonora Santanera 27 de mayo de 2023
- 328 Mauricio Palma 3 de junio de 2023
- 329 Toñita 10 de junio de 2023
- 330 Luis Fernando Peña 17 de junio de 2023
- 331 Freddy Ortega 24 de junio de 2023
- 332 Dacia Arcaraz 8 de julio de 2023
- 333 Yordi Rosado 15 de julio de 2023
- 334 Cristián de la Fuente 22 de julio de 2023
- 335 Diego Schoening 29 de julio de 2023
- 336 Paola Durante 5 de agosto de 2023
- 337 Eduardo Videgaray 12 de agosto de 2023
- 338 Ana Cirré 19 de agosto de 2023
- 339 Andreas Zanetti 26 de agosto de 2023
- 340 Bobby Pulido 2 de septiembre de 2023
- 341 Jaime Maussan 9 de septiembre de 2023
- 342 Fernando Allende 16 de septiembre de 2023
- 343 Sofía Rivera Torres 23 de septiembre de 2023
- 344 Verónica Macías 30 de septiembre de 2023
- 345 Mariana Juárez 7 de octubre de 2023
- 346 Eugenia León 14 de octubre de 2023
- 347 Noelia 21 de octubre de 2023
- 348 Addis Tuñón 28 de octubre de 2023
- 349 Martha Zavaleta 4 de noviembre de 2023
- 350 Jorge Levy 11 de noviembre de 2023
- 351 David Faitelson 18 de noviembre de 2023
- 352 Rodrigo Murray 25 de noviembre de 2023
- 353 Pedro Rivera 2 de diciembre de 2023
- 354 Paulina Mercado 9 de diciembre de 2023
- 355 Cynthia Klitbo 16 de diciembre de 2023
- 356 Kenia Gascón 23 de diciembre de 2023
- 357 Liz Gallardo 30 de diciembre de 2023

### Temporada 9 (2024)
- 358 Víctor González 6 de enero de 2024
- 359 Alexis Ayala 13 de enero de 2024
- 360 Alexis Arroyo 20 de enero de 2024
- 361 Ana Martín 27 de enero de 2024
- 363 Kiko Campos 10 de febrero de 2024
- 364 Aleks Syntek 17 de febrero de 2024
- 365 Brincos Dieras 24 de febrero de 2024
- 366 Alexander Acha 2 de marzo de 2024
- 367 Sergio Corona 9 de marzo de 2024
- 368 Carla Estrada 16 de marzo de 2024
- 369 Lorena Meritano 23 de marzo de 2024
- 370 Fato 30 de marzo de 2024
- 371 Fito Girón 6 de abril de 2024
- 372 Pepe Magaña 13 de abril de 2024
- 373 Germán Montero 20 de abril de 2024
- 374 Final de temporada 27 de abril de 2024

### Temporada 10 (Sin censura)
- 1 Lucía Méndez 4 de mayo de 2024
- 2 Lola Cortés 11 de mayo de 2024
- 3 Mariana Ochoa 18 de mayo de 2024
- 4 Jorge Falcón 25 de mayo de 2024
- 5 Lyn May 1 de junio de 2024
- 6 Luis de Alba 8 de junio de 2024
- 7 Margarita la Diosa de la Cumbia 15 de junio de 2024
- 8 Marisela 22 de junio de 2024
- 9 Niurka Marcos 29 de junio de 2024
- 10 Ernesto D'Alessio 6 de julio de 2024
- 11 Leonardo García 13 de julio de 2024
- 12 Mayela Laguna 20 de julio de 2024
- 13 Mark Tacher 27 de julio de 2024
- 14 Lucila Mariscal 3 de agosto de 2024
- 15 El hijo del Santo 10 de agosto de 2024
- 16 Adal Ramones 17 de agosto de 2024
- 17 Joaquín Cosío 24 de agosto de 2024
- 18 Lis Vega 31 de agosto de 2024
- 19 Pablo Montero 7 de septiembre de 2024
- 20 Arturo Carmona 14 de septiembre de 2024
- 21 Eugenio Derbez 21 de septiembre de 2024
- 22 Brenda Bezares 28 de septiembre de 2024
- 23 Omar Chaparro 5 de octubre de 2024
- 24 Ciro Gómez Leyva 12 de octubre de 2024
- 25 Paty Cantú 19 de octubre de 2024
- 26 Karime Pindter 26 de octubre de 2024
- 27 Carmen Campuzano 2 de noviembre de 2024
- 28 Adriana Barraza 9 de noviembre de 2024
- 29 Mónica Naranjo 16 de noviembre de 2024
- 30 Laura León 23 de noviembre de 2024
- 31 Olivia Collins 30 de noviembre de 2024
- 32 Luis Antonio López "El Mimoso" 7 de diciembre de 2024
- 33 Mario Bezares 14 de diciembre de 2024
- 34 Alejandro Camacho 21 de diciembre de 2024
- 35 Coco Levy 28 de diciembre de 2024

### Temporada 11 (2025)
- 36 Mauricio Castillo 4 de enero de 2025
- 37 Carlos Bonavides 11 de enero de 2025
- 38 Ernesto Laguardia 18 de enero de 2025
- 39 Laura Flores 25 de enero de 2025
- 40 Aleida Núñez 1 de febrero de 2025
- 41 Vanessa Bauche 8 de febrero de 2025
- 42 Wendy Guevara 15 de febrero de 2025
- 43 Saúl "El Jaguar" Alarcón 22 de febrero de 2025
- 44 La Güereja 1 de marzo de 2025
- 45 Kenny Avilés 8 de marzo de 2025
- 46 Raquel Bigorra 15 de marzo de 2025
- 47 Lupe Esparza 22 de marzo de 2025
- 48 Jorge Muñiz 29 de marzo de 2025
- 49 Susana Zabaleta 5 de abril de 2025
- 50 Carlos Eduardo Rico 12 de abril de 2025
- 51 Lupita Jones 19 de abril de 2025
- 52 Ivonne Montero 26 de abril de 2025
- 53 Olga Breeskin 3 de mayo de 2025
- 54 Pedro Fernández 10 de mayo de 2025
- 55 Gabriel Moreno Reyes 17 de mayo de 2025
- 56 Bruno Bichir 24 de mayo de 2025
- 57 Vielka Valenzuela 31 de mayo de 2025
- 58 Lorenzo Méndez 7 de junio de 2025
- 59 Ricardo O'Farrill 14 de junio de 2025
- 60 Alicia Villarreal 21 de junio de 2025
- 61 Mauricio Sulaimán 28 de junio de 2025
- 62 Natalia Alcocer 5 de julio de 2025
- 63 Erika Buenfil 12 de julio de 2025
- 64 Javier Carranza "El Costeño" 19 de julio de 2025
- 65 Paulo Quevedo 26 de julio de 2025
- 66 Bellakath 2 de agosto de 2025
- 67 Pablo Ruiz 9 de agosto de 2025
- 68 Lisset 16 de agosto de 2025
- 69 Pedro Damián 23 de agosto de 2025